# 闪亚彬
闪亚彬（1963年5月—），安徽阜阳人，回族，中国共产党党员。中华人民共和国政治人物、第十三届全国人民代表大会安徽地区代表。

## 生平
2018年2月24日，当选为第十三届全国人大代表。